# Грас-Юзель
Грас-Юзе́ль (фр. Grâce-Uzel, брет. Gras-Uzel) — коммуна во Франции, находится в регионе Бретань. Департамент — Кот-д’Армор. Входит в состав кантона Мюр-де-Бретань. Округ коммуны — Сен-Бриё.
Код INSEE коммуны — 22068.

## География
Коммуна расположена приблизительно в 390 км к западу от Парижа, в 85 км западнее Ренна, в 31 км к югу от Сен-Бриё.

## Население
Население коммуны на 2016 год составляло 425 человек.
| 1962 | 1968 | 1975 | 1982 | 1990 | 1999 | 2010 | 2016 |
| ---- | ---- | ---- | ---- | ---- | ---- | ---- | ---- |
| 395  | 435  | 386  | 365  | 418  | 402  | 414  | 425  |

## Экономика
В 2007 году среди 243 человек в трудоспособном возрасте (15—64 лет) 182 были экономически активными, 61 — неактивными (показатель активности — 74,9 %, в 1999 году было 73,5 %). Из 182 активных работали 168 человек (97 мужчин и 71 женщина), безработных было 14 (8 мужчин и 6 женщин). Среди 61 неактивных 10 человек были учениками или студентами, 31 — пенсионерами, 20 были неактивными по другим причинам.